# Sell side
Der Begriff Sell side ist ein Begriff aus dem Finanzbereich und beschreibt Unternehmen und Institutionen, die am Finanzmarkt als Vermittler zwischen Verkäufer und Käufer auftreten (insbesondere Handels- und Investmentbanken). Im Gegensatz hierzu steht die Buy side für Marktakteure die als Kunden für die entsprechenden Finanzprodukte auftreten (insbesondere Investmentfonds, Pensionskassen und sonstige (institutionelle) Investoren).